# Protogoniomorpha anacardii
Protogoniomorpha anacardii is een vlinder uit de familie Nymphalidae. De wetenschappelijke naam van de soort werd als Papilio anacardii in 1758 gepubliceerd door Carl Linnaeus.